# حنرنامه
حنر نامه أو كتاب المواهب هو مخطوطة مصورة أُعدَّت في أواخر القرن السادس عشر في البلاط العثماني وهي موجودة منذ ذلك الحين في قصر طوب قابي في إسطنبول. يحتوي المخطوط على تاريخ سلاطين الدولة العثمانية وخاصة تاريخ سليمان القانوني . وهو مجلد في مجلدين ومزين بـ 89 صورة مصغرة مزدوجة الصفحة، وهو أحد أشهر المخطوطات العثمانية.

## التاريخ
بدأ كتابة هذا التاريخ لمجد السلاطين العثمانيين على يد المؤرخين الرسميين فتح الله عارفي جلبي (ت 1561/62)،  وشيروانلي أفلاطون (ت 1569/70). وبعد انقطاع دام نحو عشر سنوات، وهو ما يوافق فترة حكم سليم الثاني، استكمله خليفته سيد لقمان، الذي كلفه مراد الثالث بالتاريخ الرسمي. بدأ في كتابته في بداية عام 1578، ربما بمبادرة من الصدر الأعظم صقلي محمد باشا، الذي كان تحت رعيته. وكان من المقرر إنتاج أربعة مجلدات، ولكن لم يُنتج سوى مجلدين فقط، وكان المجلدان الأخيران مخصصين لقصة سليم الثاني ومراد الثالث. تم الانتهاء من الصياغة في عامي 1579 و1580، ولكن اُستُؤنف بعد بضع سنوات. نفذت رشة السلطنة التي كان يشرف عليها آنذاك النقاش عثمان رسم المخطوطة، وتم الانتهاء منها في عام 1584 للمجلد الأول وفي عام 1588 للمجلد الثاني.
وبعد الانتهاء من إعدادها، حُفظَت المخطوطة في مكتبة قصر طوب قابي حيث لا تزال موجودة حتى الآن.

## الوصف
المجلد الأول مخصص للسلاطين العثمانيين التسعة الأوائل. ويحتوي الكتاب على 37 منمنمة تتضمن صورًا لكل سلطان، بالإضافة إلى حكايات مصورة عن شجاعتهم وذكائهم. يبدأ الكتاب بتصوير قصر طوب قابي وساحاته المختلفة.
أما المجلد الثاني فهو مخصص بشكل خاص لتاريخ عهد سليمان القانوني. ويحتوي على 52 منمنمة توضح صفات الملك في الصيد والحرب، ولكن أيضًا كرمه وتقواه. النص لم يُكتب كقصة بل كوصف لصفات الرجل الكامل وقربه من النبي محمد. وتؤكد الرسوم التوضيحية أيضًا على دور صوكولي محمد باشا، الذي كان الصدر الأعظم لسليمان ومراد الثالث.

## طالع أيضًا
- المنمنمات العثمانية

## ملحوظات
1. ↑  وكان عارفي مؤلف كتاب "سليمان نامه" أيضًا